# Steve Adams (illustrateur)
Pour les articles homonymes, voir Steve Adams et Adams.
Steve Adams est un illustrateur québécois. Il vit à Montréal.
Steve Adams a fait des études en design graphique. Il collabore avec des clients tels que The Wall Street Journal, Harvard Business Review, Citigroup, Washington Post, American Lawyer, Chicago Tribune, CA Magazine, The Globe and Mail, La Presse, L'Actualité, Barefoot Books et Dominique et Compagnie, entre autres.
Ces dernières années, il a réalisé plusieurs albums jeunesses, dont certains ont été traduits en plusieurs langues. Au fil des ans, l’illustrateur a reçu plusieurs distinctions dont Communication Arts, American Illustration, Society of Illustrators de New York, Society of Newspaper Design, Sceau d’or M. Christie et Applied Arts. Un de ses livres, Le Trésor de Jacob, est nommé pour les prix du Gouverneur général du Canada en 2006.